# Sankichi Satō
Sankichi Satō (佐藤 三吉?) (né le 30 décembre 1857 - mort le 17 juin 1943) est un chirurgien japonais qui a introduit la chirurgie moderne au Japon.

## Contexte
Pendant la période d'isolement du Japon, Philipp Franz von Siebold est venu à Nagasaki en tant que médecin avec une société de négoce néerlandaise en 1823. Il examine les patients, utilise de nouveaux instruments de médecine et enseigne des pratiques chirurgicales telles que la paracentèse et la résection de tumeurs. 
Après la restauration de Meiji, le gouvernement japonais choisit d'établir un système d'enseignement médical basé sur le système allemand et décide en 1869 d'inviter deux éminents médecins allemands à enseigner. 
En 1881, Julius Karl Scriba vient au Japon en tant que professeur. Il travaille à l'université de Tokyo pendant 25 ans. Il forme ainsi de nombreux chirurgiens qui deviendront plus tard les leaders de la chirurgie japonaise moderne.

## Biographie
Sankichi Satō est le troisième fils de Tadasaburō Satō, membre du domaine d'Ōgaki. 
En 1871, à la mort de son père, il va à Tokyo et entre à l'école privée de Shiba Ryōkai. Après avoir appris la chirurgie avec Julius Scriba, il part avec Aoyama Tanemichi (en) étudier en Allemagne.
En 1887, il remplit la fonction de professeur de l'université impériale et de directeur du centre médical de l’hôpital attaché à l'université.
En 1898, Sankichi Sato et Tsugishige Kondo fondent la Société chirurgicale du Japon. En 1899, Harutoyo Omori (en), Sankichi Satō et Yoshinori Tashiro organisent le 1e congrès annuel de la Société japonaise de chirurgie.
La fondation de la Société chirurgicale du Japon et l'organisation de l'université de Tokyo par le gouvernement ont été des étapes importantes parce que, dès lors, les diplômés de l'université ont ouvert la voie de la chirurgie au Japon. L'université de Tokyo a depuis énormément contribué non seulement au développement de la chirurgie mais aussi à celui de tous les domaines liés à la chirurgie.
En 1918, Sankichi Satō devient Président de Faculté de médecine de l'Université de Tokyo.
En 1921, il devient Professeur émérite et en 1922 membre de la Chambre des pairs du Japon.
Sankichi Satō a été un des premiers à utiliser l'asepsie lors d’interventions chirurgicales.